# Мія Чех
Мія Чех (англ. Miya Cech, яп. ミヤ・チェフ; нар. 4 березня 2007, Токіо) — американська акторка японського походження. Дебютувала у фільмі «Темні уми» (2018). Потім вона зіграла головну роль у фільмі «Рубіж світу» (2019).

## Біографія
Чех народилася 4 березня 2007 року в Токіо і була усиновлена у віці п'яти тижнів родиною із Девіса, Північна Каліфорнія.

## Фільмографія
- 2015: Гаваї 5.0: Коно Калакуа
- 2016: Американська історія жаху: Емі Чен
- 2018: Темні уми: Зу
- 2019: Стріла (телесеріал): Еміко Адачі
- 2019: Рубіж світу: Чжень-Чжень
- 2019: Чи боїшся ти темряви?: Акіко Ямато
- 2022: Санта-Клауси: Док Мартін
- 2023: Сварка (серіал): Емі